# Patrick Bergin
Patrick Connolly Bergin (* 4. února 1951, Dublin, Irsko) je irský divadelník, filmový herec a zpěvák, původním povoláním knihovník a pedagog. Mezi jeho nejznámější role patří postava Robina Hooda v jednom z četných zpracování tohoto tématu, britsko-americkém televizním filmu z roku 1991 režiséra Johna Irvina, z hollywoodské tvorby pak například snímek Noci s nepřítelem z roku 1991, kde si zahrál hlavní mužskou zápornou roli s tehdy mladou a právě vycházející hereckou superhvězdou Julií Robertsovou.
Jeho otec byl dělník, odborářský aktivista a irský politik. Již ve svých sedmnácti letech přesídlil z rodného Irska
do Anglie do Londýna. Zde pak pracoval v britské národní knihovně a zároveň s tím studoval na vysoké škole pedagogiku. Během studií si přivydělával např. jako pošťák nebo dělník. Po dostudování se pedagogickou prací i několik let skutečně živil. Zároveň s tím se ale amatérsky věnoval divadlu, založil experimentální divadelní skupinu "Mum´s Underground" (Maminčino podsvětí). Tady působil nejen jako herec, ale i jako autor, dramaturg, scenárista a režisér.
Svoji filmovou kariéru zahájil také v Londýně, nejprve se jednalo o malé role v britských televizních seriálech, svoji první hlavní roli obdržel až v britském školním snímku Země nikoho, kterou natočila Britská národní filmová škola. První větší roli ztvárnil ve snímku Taffin (1988) s Piercem Brosnanem. Proslavil se dobrodružným filmem Měsíční hory, kde si zahrál postavu britského cestovatele, badatele a dobrodruha Sira Richarda Francise Burtona.
Začal se postupně uplatňovat i v Hollywoodu, kde ale zpočátku povětšinou hrál pouze záporné role.
Jeho herecká kariéra se začala hroutit koncem devadesátých let. Od té doby se objevuje převážně v béčkových a televizních snímcích, většinou nevalné kvality.

## Filmografie, výběr
- 1988 Taffin
- 1990 Měsíční hory
- 1991 Pozdrav z cesty do pekla
- 1991 Noci s nepřítelem
- 1991 Robin Hood
- 1992 Vysoká hra patriotů
- 1993 Mapa lidského srdce
- 1996 Trávníkář 2: Odvrácená strana vesmíru
- 1997 Rudá krev
- 1997 Rozparovač
- 1998 Ztracený svět
- 1999 Maska smrti
- 1999 Ostrov pokladů
- 1999 Prapor sv. Patrika
- 2003 Smalville (seriál, 1 epizoda)
- 2004 Zakletá Ella
- 2005 Brána smrti
- 2006 Odvrácená strana Jericha
- 2007 Převrat
- 2009 Podfukáři (seriál, 1 epizoda)
- 2011 Ledová apokalypsa
- 2016 Free Fire
- 2017 Na straně zákona (seriál, 1 epizoda)
- 2017-2018 EastEnders (seriál)
- 2018 Quantico (seriál, 1 epizoda)